# التحالف الديمقراطي الوطني (الهند)
التحالف الوطني الديمقراطي (بالإنجليزية: National Democratic Alliance)‏ (NDA) هو تحالف سياسي من يمين الوسط بقيادة حزب بهاراتيا جاناتا اليميني، تأسس في عام 1998.